# Andrea Koevszka
Andrea Koevszka (cirill betűkkel: Андреа Коевска, művésznevén: Andrea), (Szkopje, 2000. február 14. – ) macedón énekesnő. Ő képviselte Észak-Macedóniát a 2022-es Eurovíziós Dalfesztiválon Torinóban, a Circles című dallal.

## Zenei pályafutása
Az énekesnő eleinte Instagram-fiókjába videókat tett közzé szórakozásból, ahol híres pop- és rock-slágereket énekelt. Tehetségét és hangi képességeire Alekszandar Masevszki zenei producer felfigyelt, aki meghívta stúdiójába, és együttműködést ajánlott neki. Ő volt az énekesnő fő motivációja, hogy később beiratkozzanak a Szkopjei Zeneművészeti Kar ének szakára.  
Producerével úgy döntöttek, hogy kizárólag angol nyelvű dalokon kezdenek el dolgozni, hogy könnyebben építhessen nemzetközi karriert. Első dala, az I Know  2020. október 23-án jelent meg.
2022. január 21-én vált hivatalossá, hogy az énekesnő Circles című dala is bekerült a Za Evrosong elnevezésű macedón eurovíziós nemzeti döntő mezőnyébe. A dalt január 28-án mutatták a Sztiszni plej elnevezésű műsorban. A döntő eredményhirdetését február 4-én tartották, ahol az énekesnő holtversenyben első helyen végzett Viktor Aposztolovszkival. Végül a nemzetközi zsűri szavazatait vették figyelembe, ahol Andea első helyen végzett, így az ő dalát hirdették ki győztesként, amellyel képviselte Észak-Macedóniát az Eurovíziós Dalfesztiválon.
Az Eurovíziós Dalfesztiválon a dalt először a május 12-én rendezett második elődöntő második felében adták elő.

## Diszkográfia

### Kislemezek
- I Know (2020)
- I Don't Know Your Name (2020)
- Talk To Me (2020)
- Circles (2022)